# Gualtieri
Gualtieri é uma comuna italiana da região da Emília-Romanha, província de Reggio Emilia, com cerca de 6.230 habitantes. Estende-se por uma área de 36 km², tendo uma densidade populacional de 173 hab/km². Faz fronteira com Boretto, Cadelbosco di Sopra, Castelnovo di Sotto, Dosolo (MN), Guastalla, Pomponesco (MN).
Faz parte da rede das Aldeias mais bonitas de Itália.

## Demografia
| Variação demográfica do município entre 1861 e 2011                               |
|                                                                                   |
| Fonte: Istituto Nazionale di Statistica (ISTAT) - Elaboração gráfica da Wikipedia |